# Ана Комнин (ћерка цара Јована II)
Ана Комнин (средњегрчки: Αννα Κομνηνη; латински: Ана Комнина, * 1110) из династије Комнин била је принцеза Византијског царства рођена у пурпуру.
Била је друга ћерка византијског цара Јована II Комнина (1087—1143) и царице Ирине (1088—1134), ћерке Ладислава I, краља Угарске (1077—1095). Била је сестра царева Алексија Комнина (1106—1142) и Манојла I Комнина (1118—1180).
Ана се удала за Стефана Контостефана († 1149). Имали су четворо деце:
- Јован Контостефан († око 1166.)
- Алексије († 1176.)
- Андроник Контостефан († око 1182)
- Ирена, удата за Нићифора Вријенија († око 1166)[3].